# Ozora
Ozora ist eine ungarische Gemeinde im Kreis Tamási im Komitat Tolna.

## Geografische Lage
Ozora liegt 51 Kilometer nordwestlich des Komitatssitzes Szekszárd und 16 Kilometer nordöstlich der Kreisstadt Tamási am Sió-Kanal. Nachbargemeinden sind Lajoskomárom, Mezőszilas, Igar, Tolnanémedi, Pincehely, Fürged und Felsőnyék.

## Geschichte
Die erste schriftliche Erwähnung des Ortes befindet sich in einem Dokument des Bischofs von Pécs aus dem Jahre 1009. Pipo von Ozora ließ sich dort mit Genehmigung von Sigismund von Ungarn 1416 ein Schloss erbauen. Das Gebäude ist von der Form quadratisch, zweigeschossig und besitzt einen großen Innenhof. Die Maße des Hauptgebäudes betragen 35 mal 35 Meter, die des Innenhofes 17 mal 17 Meter. Im Jahr 1491 wurde das Schloss stark beschädigt, jedoch 1520 durch Ferenc Héderváry restauriert. 1848 erzielte der ungarische General Artúr Görgey in Ozora einen bedeutenden Sieg während der Revolution.
Im Jahr 1913 gab es in der damaligen Großgemeinde 916 Häuser und 4612 Einwohner auf einer Fläche von 5634 Katastraljochen. Sie gehörte zu dieser Zeit zum Bezirk Tamási im Komitat Tolna.
Im Jahre 2002 drehte der ungarische Regisseur György Pálfi seinen Film Hukkle in Ozora mit Bewohnern des Ortes als Laiendarstellern. Seit 2004 findet jedes Jahr nahe Ozora das Psychedelic-Trance-Festival Ozora Festival statt.

## Sehenswürdigkeiten
- Burgschloss des Pipo aus Ozora
- Csodaszarvas-Stele, erschaffen 1996 von Cs. Ernő Cs. Kiss
- Gyula-Illyés-Gedenkbüste, erschaffen 1992 von Gyula Gulyás
- Marienstatue (Patrona Hungariae és a gyermek Jézus-szobor) aus dem Jahr 1865
- Römisch-katholische Kirche Szent István király, erbaut 1728 im barocken Stil
- Szentháromság-Säule aus dem Jahr 1905
- Vilmos-Csapó-Gedenktafel, erschaffen 1998 von Rita Czakó

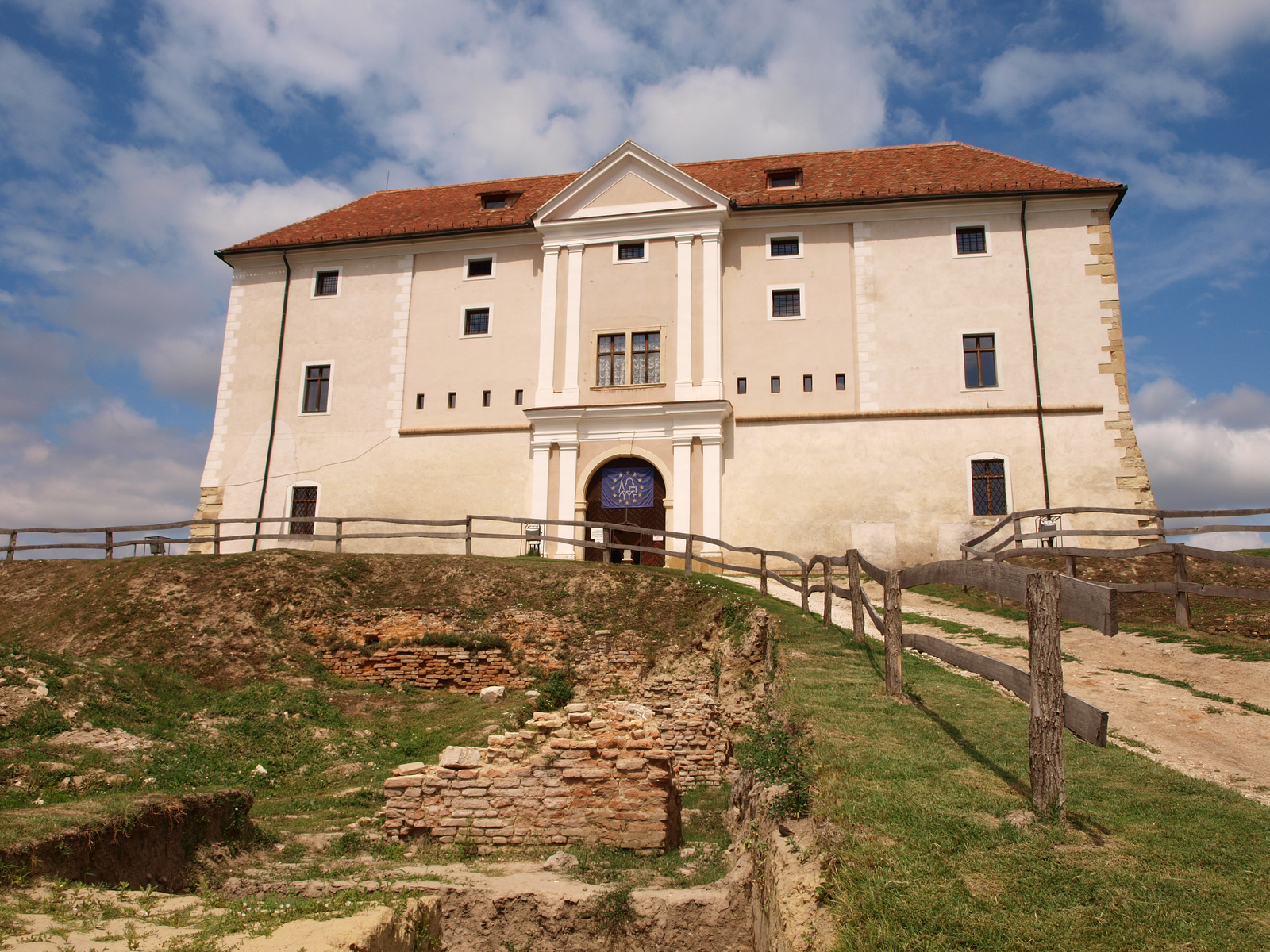
Burgschloss
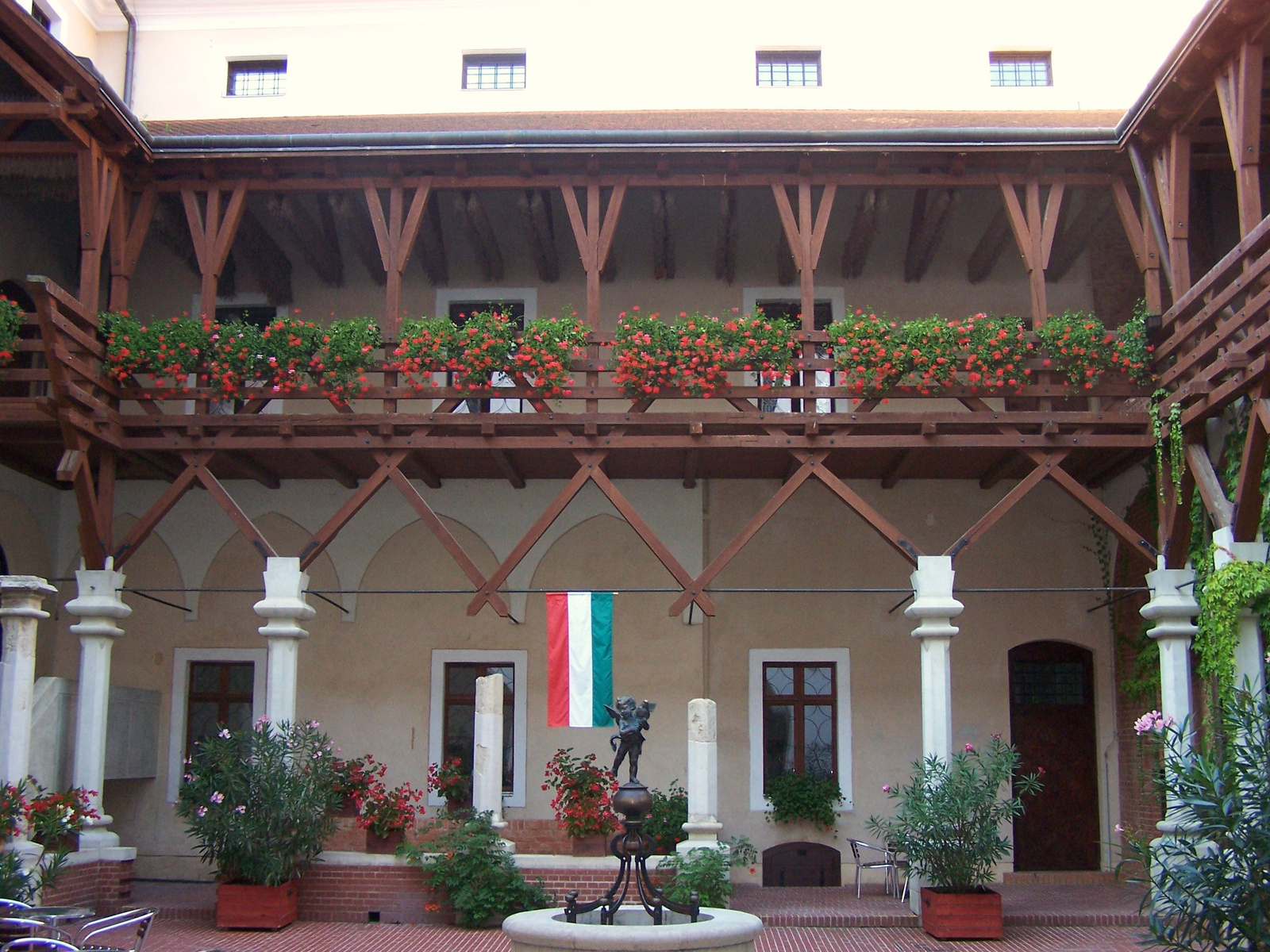
Innenhof des Burgschlosses
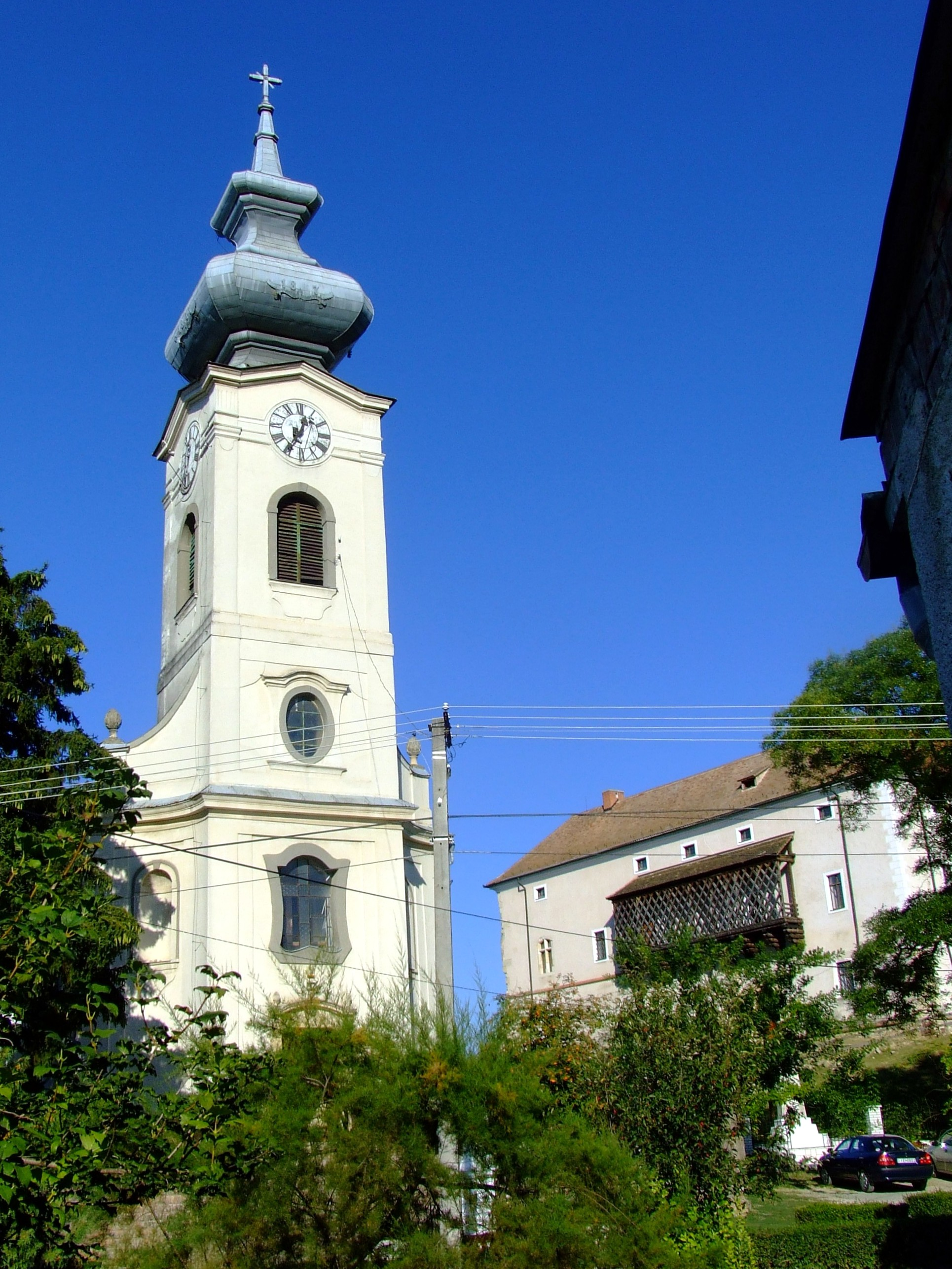
Röm.-kath. Kirche Szent István király
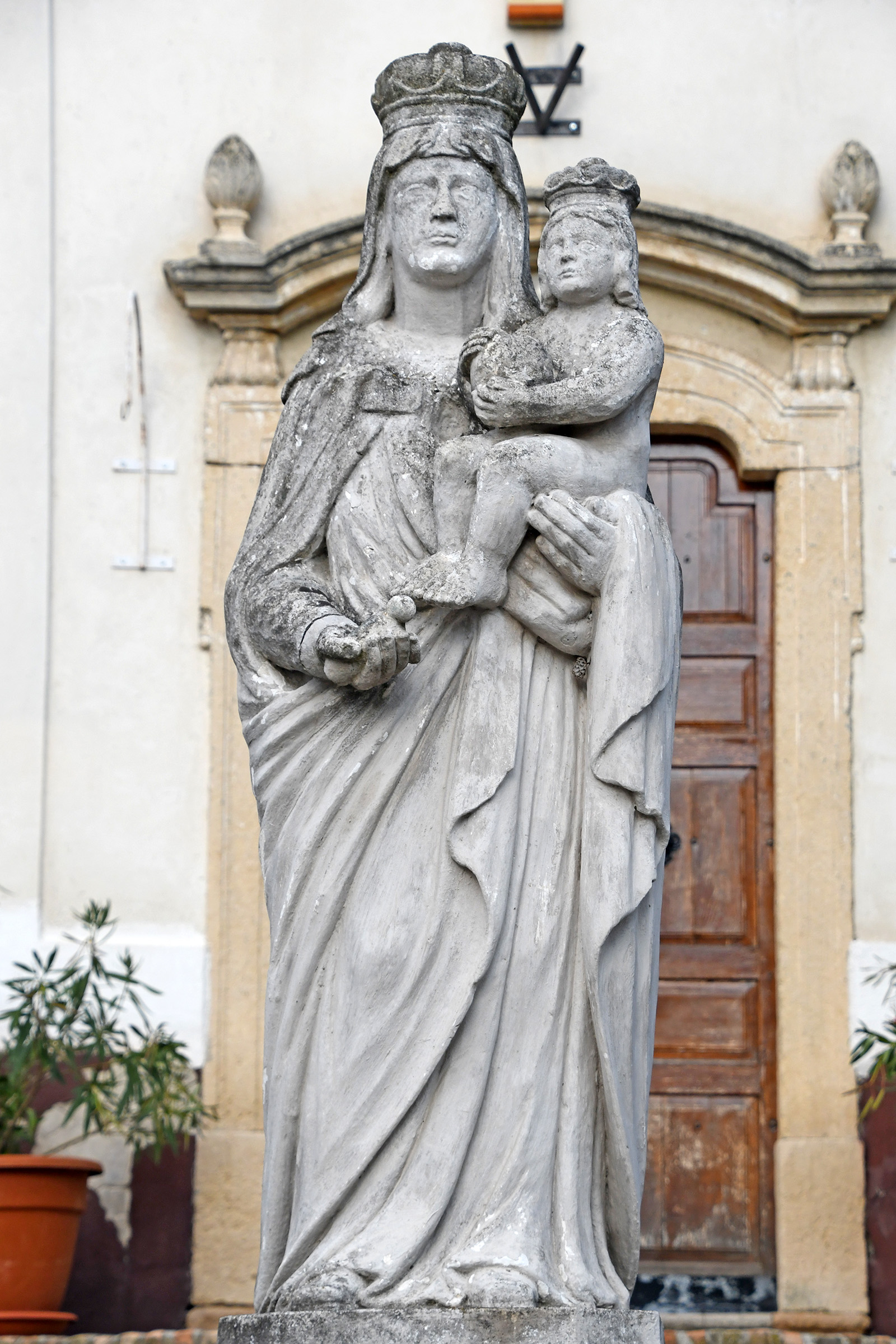
Marienstatue
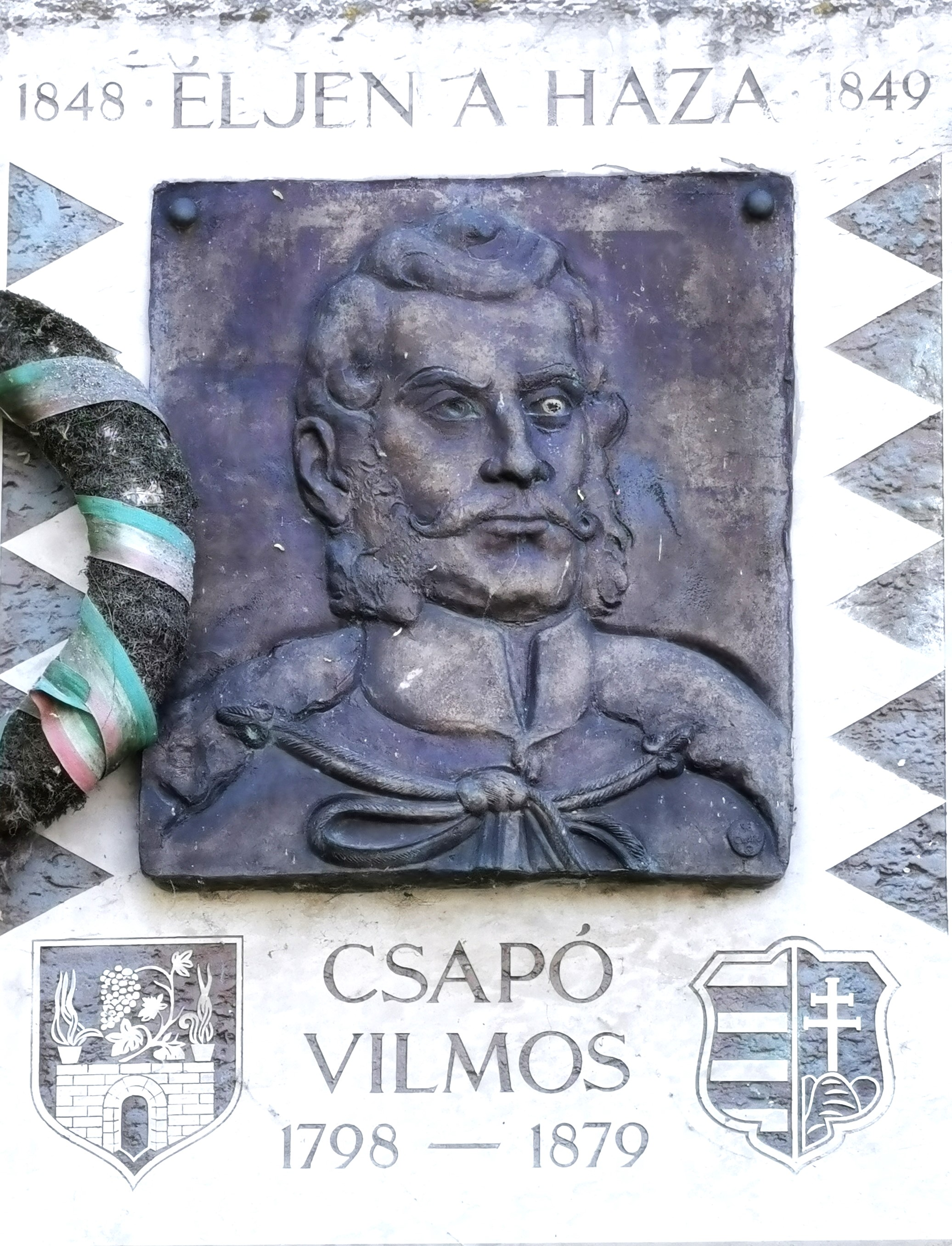
Vilmos-Csapó-Gedenktafel

## Verkehr
Durch Ozora verläuft die Landstraße Nr. 6407, von der die Landstraße Nr. 6408 in südliche Richtung abzweigt. Es bestehen Busverbindungen nach Simontornya, Pincehely und Tamási. Der nächstgelegene Bahnhof befindet sich 9 Kilometer südlich in Pincehely.